# Biserica de lemn din Frunzeni

Clopotniţa bisericii de lemn din Frunzeni, sept. 2008

Biserica de lemn din Frunzeni, comuna Lunca, județul Mureș, data  din anul 1804, conform șematismelor bisericii greco-catolice din anii 1900 și 1932. Avea hramul „Sfinții Arhangheli Mihail și Gavriil”. După construirea actualei biserici, ce păstrează hramul bisericuței de lemn în perioada 1935-1940, vechea biserica a fost folosită tot mai puțin. În anul 1946 a fost demolată.

## Istoric și trăsături
Înlocuind probabil o biserică mai veche, din secolul al XVIII-lea, fosta biserică de lemn se afla în cimitirul satului pe deal. Avem puține informații despre această biserică. Se pare că a fost pictată
Aceeași sursă precizează că din podoabele vechii biserici se păstrează câteva icoane: Pogorârea Duhului Sfânt, datată în 1783, pictată de grupul de zugravi Iacov, Toader și Lică dar și Maica Domnului și Arhanghelul Mihail.
Se păstrează clopotnița, în cimitirul satului.